# فرونشست زمین در ایران

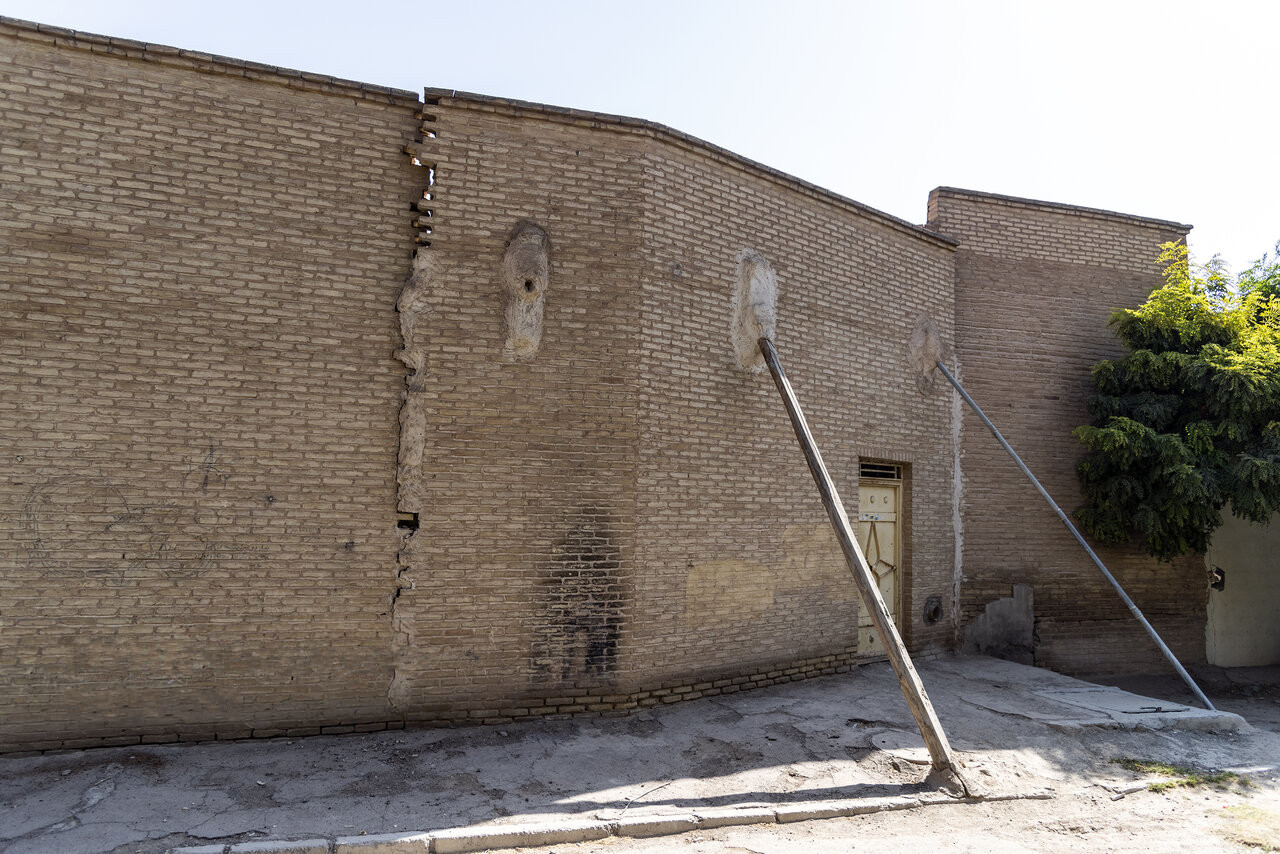
تخریب دیوارهای مسجد حکیم در اصفهان بر اثر فرونشست زمین

فرونشست زمین در ایران از بحران‌های زیست‌محیطی مهم چندسال اخیر ایران است که مهم‌ترین علل آن در حال حاضر بحران آب است. ایران جزو کشورهایی با بیشترین فرونشست زمین است، به حدی که میزان فرونشست زمین در ایران ۹۰ برابر میانگین کشورهای توسعه یافته است. درحال حاضر ۳۰۰ دشت ایران دچار این بحران هستند؛ در برخی از دشت‌های ایران شرایط از فرونشست عبور کرده و زمین وارد مرحله بحرانی ایجاد فروچاله‌ها قرار گرفته است، از مناطق با شرایط بحرانی می‌توان به دشت کاشمر دشت کبودرآهنگ همدان، دشت ورامین، دشت نظرآباد، دشت تهران، دشت مشهد و نیشابور، دشت‌های استان کرمان، اصفهان و قزوین اشاره کرد. کاشمر با میزان فرونشست تجمعی بیش از ۳۰ سانتی‌متر رکورددار فرونشست زمین در ایران است.

## کاهش میزان فرونشست در ایران
علی بیت اللهی رئیس مرکز زمین‌شناسی مرکز تحقیقات راه مسکن و شهرسازی اخیرا در این باره گفته است: «با توجه به توسعه پهنه‌های فرونشستی زمین در کشور و فروافتادن خودروها به درون شکاف‌ها و فیشرهای فرونشستی (در چند مورد)، نصب علائم هشدار دهنده، در زون‌های پرخطر فرونشست زمین، ضروری است.» «یک مطالعه جهانی درخصوص نرخ فرونشست زمین در کشورهای مختلف انجام شده و نشان می‌دهد حدود ۳ تا ۵ درصد پهنه‌های فرونشستی زمین در کل دنیا دارای نرخ فرونشست بین ۱۰ تا ۱۵ سانتیمتر است؛ یعنی فرونشست و پهنه فرونشستی که نرخ بالای ۱۰ تا ۱۵ سانتیمتر داشته باشند، در دنیا به ندرت دیده می‌شود و نرخ فرونشست عمده پهنه‌ها زیر ۱۰ سانتیمتر است. اما در ایران نرخ فرونشست در این پهنه‌ها به بالای ۱۵ سانتیمتر می‌رسد.» بر اساس آمارهای رسمی کشور، نرخ فرونشست در برخی از نواحی استان کرمان به ۴۰ سانتیمتر می‌رسد و در جنوب استان البرز و در نزدیکی پایتخت نرخ فرونشست بالای ۳۰ سانتیمتر در سال است. همچنین در برخی از نواحی استان اصفهان نرخ فرونشست به بیش از ۱۵ سانتیمتر در سال می‌رسد. در جنوب تهران نرخ فرونشست بالای ۲۰ سانتیمتر در سال ثبت شده و برخی از نواحی ورامین نرخ فرونشست بالای ۲۰ سانتیمتر در سال دارد. اغلب کارشناسان معتقدند خشکسالی و برداشت بی‌رویه منابع آبی زیرزمینی در تشدید بحران فرونشست زمین در کشور، بی تأثیر نیست. اکنون، چنین فرونشست‌هایی در کشور ما رخ نمی‌دهد؛ یعنی رکوردها در حد ۵۴ سانتی‌متر و ۳۶ سانتی‌متر نیست. رکوردها کمتر شده، اما این خبر خوب و مثبتی نیست. دلیل این که رکوردها کمتر شده این است که اکنون آبی باقی نمانده که از زیر زمین کشیده شود و در اثر این حرکت، سطح زمین فرو برود. در حال حاضر کفگیر بسیاری از آبخوان‌ها (سفره‌های آب زیرزمینی) به ته‌دیگ خورده یا به زودی به ته‌دیگ می‌خورد. گزارشی که کمیته مقابله با خشکسالی در وزارت کشور منتشر کرده و ریاست آن بر عهده خانم بنفشه زهرایی است نشان می‌دهد که تا کمتر از ۱۰ سال دیگر بیش از ۲۰ درصد از آبخوان‌های ما کاملاً از آب تهی می‌شود و با بحران مهاجرت‌های گسترده رو به رو خواهیم بود.
«بحران فرونشست زمین از ابتدای دهه ۱۳۸۰ در کشور جدی شد و نخستین هشدارها نیز در همین دوره توسط صاحب‌نظران مطرح شد. آن‌ها هشدار می‌دادند که با این روند برداشت از سفره‌های آب زیرزمینی، دیر یا زود با بحران فرونشست زمین و ایجاد فروچاله‌ها و شکاف‌ها رو به رو خواهیم شد. اما متأسفانه هیچ توجهی به این هشدارها نشد واین وضعیت ادامه پیدا کرد تا رسیدیم به زمان فعلی. در گزارش سال ۲۰۰۵ سازمان زمین‌شناسی اعلام شد که در بخش‌هایی از تهران و در جنوب غربی پایتخت در دشت شهریار، تا ۳۶ سانتی‌متر در سال به شکل نقطه‌ای شاهد فرونشست زمین هستیم، در معین‌آباد ورامین تا ۲۰ سانتی‌متر و در ابردژ ۲۵ سانتی‌متر، فرونشست داریم. همچنین در مناطق جنوب غربی استان البرز و در پایاب رودخانه فررود (مرز بین استان‌های قزوین و البرز) و در بویین زهرا نیز شاهد شکاف‌هایی بودیم. اکنون، از این گزارش نزدیک به ۲۰ سال گذشته است و پس از این گزارش، در سال ۲۰۱۰، سازمان زمین‌شناسی اعلام کرد که بخش‌هایی از استان فارس بین دشت جهرم و فسا به شکل نقطه‌ای با میزان فرونشستی مواجه شده که حتی از ۳۰ سانتی‌متر هم گذشته و به ۵۴ سانتی‌متر در سال رسیده که بالاترین رکوردی است که در جهان ثبت شده بود.»

## مهم‌ترین استان‌های درگیر
استان اصفهان از دو منظر به خطرناک‌ترین استان کشور در «فرونشست» تبدیل شده است. مطالعات زمین‌شناسی نشان می‌دهد، اگرچه استان خراسان‌رضوی به لحاظ بیشترین پهنه درگیر فرونشست، اول است، اما بیشترین شهرهای در معرض فرونشست، در استان اصفهان است. ضمن آنکه باتوجه به تراکم جمعیت در شهرهای اصفهان، این استان در این زمینه حادترین استان کشور در مسئله فرونشست به حساب می‌آید. اصفهان در دوراهی مهار فرونشست یا بروز تبعات ۴گانه این پدیده قرار دارد. مهار فرونشست از طریق کنترل کشاورزی‌های آب‌بر و پایان دعوای استانی برسر زاینده‌رود امکان‌پذیر است. درغیر اینصورت افت ارزش ملک یکی از ۴ پیامد منفی فرونشست خواهد بود. در استان‌های مازندران، آذربایجان غربی، یزد، کردستان، لرستان و زنجان، فرونشست زمین دارای نرخ ۱۰ تا ۱۵ سانتی‌متر در سال در یک یا چند محدوده است.

## وسعت و پهنه بندی
سازمان ملل از فرسایش خاک با عنوان «جذام زمین» یاد می‌کند و ایران در این شاخص رتبه اول در منطقه و سوم در دنیا است. سازمان ملل متحد هشدار داده است که اگر جهان به میزان فعلی به مصرف آب ادامه دهد تا سال ۲۰۲۵ بیش از دو میلیارد و ۷۰۰ میلیون نفر در جهان با کمبود آب مواجه خواهند شد همچنین اعلام شده که تا سال ۲۰۲۳ حدود ۳۱ کشور جهان با کمبود آب مواجه خواهند شد و نام ایران به عنوان یکی از بحرانی‌ترین کشورهای درگیر کمبود آب در آینده برده می‌شود. بر اساس آمارها در دنیا ۷۰ درصد آب مصرفی در بخش کشاورزی مصرف می‌شود ولی این میزان در ایران بنا به گفته‌ای این میزان در ایران ۷۵ درصد و بنا بر آمار دیگری ۹۳ درصد است. این آمار به معنای آن است که کل آب شرب کشور مصرف بخش کشاورزی می‌شود. افت کمیت و کیفیت محصولات کشاورزی، تخریب مراتع، کاهش تولید زمین‌های جنگلی، نابودی تالاب‌ها، ناپایداری دامنه‌ها، سیل‌های مخرب، افت منابع آب‌های زیر زمینی، آسیب‌های جبران ناپذیر زیست‌محیطی و عدم ثبات اجتماعی جوامع از علایم مشخص فرسایش خاک در واحدهای تولیدی طبیعت یعنی حوزه‌های آبخیز است.
ریزگردها می‌توانند موجب محو و رقیق شدن ابرها شوند. در زمینه بهره‌برداری از منابع آب زیر زمینی نیز وضعیت خوبی نداریم چرا که از تعداد ۶۰۹ محدوده آبخوانهای کشور ۴۱۰ محدوده آبخوان ممنوعه اعلام شده است. این روزها صحبت از محو شدن ابرها وقتی به استان‌های آذربایجان می‌رسند است، به گونه‌ای که ابرها در خوزستان بارش دارند ولی زمانی که به دریاچه ارومیه می‌رسند، محو یا رقیق می‌شوند که عامل آن می‌تواند ریزگردها باشد. تالاب‌های بختگان، تشک و مهارلو از سال ۱۹۸۷ تا ۲۰۲۰، بر اساس اعلام سازمان محیط زیست کاملاً خشک شده‌اند و علت آن سدهایی است که در این منطقه احداث شده است. اکنون تالاب‌های ایران از دست رفته است و از این رو ما عاملی برای تلطیف هوا نداریم و به دلیل کمبود رطوبت، زمین داغ‌تر می‌شود. سدهای مهم دارای برنامه آب شرب، آب آشامیدنی حدود ۳۶٫۷ میلیون نفر از جمعیت کشور را تأمین می‌کند در حالی که مطالعات نشان می‌دهد در سال ۱۴۰۰ مخازن این سدها کمتر از ۴۰ درصد ذخیره آب داشتند. کشور ما از سال ۱۹۹۵ در حال گرم شدن است و بعضی از مناطق از سال ۱۹۷۵ گرم شدن را تجربه می‌کنند. همچنین میزان بارش در سطح کشور به‌طور متوسط در ۳ دهه اخیر ۱۵ درصد کاهش یافته است ولی کاهش بارش به هیچ وجه توجیه کننده بحران آب در کشور نیست.
۵ درصد مساحت ایران (حدود ۸۰ هزار کیلومتر مربع) شاهد فرونشست زمین است. مساحتی معادل ۵ درصد از خاک ایران با ۳۶۰ منطقه دچار فرونشست است. ۳۶۰ منطقه فرونشست در ایران شناسایی شده که تقریباً ۹۰ هزار کیلومتر مربع را در بر می‌گیرد. در سطح جهان، سالانه تنها حدود ۳ درصد از خاک یک کشور فرونشست بیش از ۲۰ سانتی‌متر را تجربه می‌کند. در ایران این رقم به بیش از ۱۵ درصد می‌رسد؛ در بعضی مناطق استان کرمان سالانه حدود ۳۰ تا ۴۰ سانتی‌متر و در دشت البرز جنوبی که استان‌های البرز، قزوین و تهران را در بر می‌گیرد میزان فرونشست از ۲۰ سانتی‌متر فراتر می‌رود. لازم است ذکر شود که برخی مناطق در استان تهران ۲۰ سانتی‌متر فروکش کرده و مناطق وسیعی در استان گلستان با مشکلات مشابهی مواجه است. هفت استان در وضعیت بحرانی قرار دارند و فرونشست زمین پنج برابر میانگین جهانی است. بیش از ۲۰۰ شهر ایران که تقریباً ۱۵ درصد کل آن است، یا در حال فرونشست هستند یا در نزدیکی مناطق فرونشست قرار دارند. بیش از ۹۰۰ هزار چاه در ایران وجود دارد که ۴۰ درصد از این چاه‌ها (۳۶۰ هزار) غیرمجاز هستند. در اطراف اصفهان و دریاچه ارومیه زلزله‌هایی به ثبت رسیده که می‌تواند ناشی از فرونشست زمین باشد. در ایران حدود ۱۳ میلیون هکتار اراضی قابل کشت داریم که از این میزان ۸ میلیون هکتار آن به کشت آبی و ۵ میلیون هکتار آن به کشت دیم اختصاص دارد؛ به عبارت دیگر ۹۰ درصد از کشاورزی ایران روی زمین‌های کشت آبی و ۱۰ درصد روی اراضی دیم انجام می‌شود. حدود ۴۱ میلیارد متر مکعب برای چاه‌های مجاز پروانه صادر شده که از این چاه‌ها آب برداشته شود و حدود ۱۰ میلیارد متر مکعب نیز سالانه به صورت غیرمجاز برداشت می‌شود. به همین دلیل در ۳ سال اخیر چندین منطقه جدید فرونشست زمین در ایران شناسایی شده است. سالانه ۲۰ میلیارد متر مکعب آب از منابع طبیعی و آب‌های زیر زمینی برداشت می‌شود و در صورت ادامه این روند تا ۳۰ سال آینده اثری از کشاورزی در اطراف رشته کوه زاگرس باقی نمی‌ماند.
مدیر بخش زلزله و خطرپذیری مرکز تحقیقات راه، مسکن و شهرسازی کشور گفت: بر اساس آخرین مطالعات، حدود ۴۰ میلیون نفر معادل ۴۹ درصد از جمعیت کشور در پهنه‌بندی فرونشست زمین، زندگی می‌کنند. به گزارش خبرنگار ایرنا، علی بیت‌اللهی روز چهارشنبه ۳۰ فروردین ۱۴۰۲ در نشست «اثر فرونشست زمین در میراث فرهنگی و آثار تاریخی» که در اصفهان برگزار شد، افزود: طبق جدیدترین مطالعات انجام شده، وسعت پهنه‌بندی فرونشست زمین در ایران به حدود ۱۵۸ هزار کیلومترمربع می‌رسد که حدود ۱۰ درصد از مساحت کشور را دربرمی‌گیرد. وی با اشاره به اینکه وسیعترین پهنه‌بندی فرونشست زمین در خراسان رضوی است، ادامه داد: اصفهان، رُتبه پنجم کشور را در این زمینه دارد اما از نظر تعداد شهرها و میزان بافت فرسوده، در پهنه‌بندی فرونشست دارای رُتبه نخست است. بیت‌اللهی خاطرنشان کرد: حدود ۳۸۰ شهر از یکهزار و ۴۴۰ شهر کشور در پهنه‌بندی فرونشست زمین مستقر است و این پهنه‌بندی، بسیاری از کلانشهرهای کشور را درنوردیده است.
اصفهان، بالاترین خطرپذیری فرونشست زمین را دارد. این متخصص ژئوفیزیک با تأکید براینکه اصفهان بالاترین خطرپذیری فرونشست زمین را در کشور دارد و این پدیده حدود ۲ میلیون و ۸۰۰ هزار نفر را در محدوده کلانشهر اصفهان و اطراف آن تهدید می‌کند، گفت: در این خطه ۲۶ هزار هکتار با خطر بسیار بالا (فرونشست بالای پنج سانتی‌متر در سال) و سه هزار و ۵۰۰ هکتار دارای فرونشست بالای ۱۰ سانتی‌متر در سال است. وی با بیان اینکه مساحت پهنه فرونشست در خراسان رضوی پنج برابر اصفهان است، افزود: اما خطرپذیری فرونشست در اصفهان برای بخش‌های مختلف مانند جمعیت و آثار میراثی آن ۲۰ برابر خراسان رضوی است. وی ادامه داد: در اصفهان ۳۲۸ مسجد و بیمارستان، ۲۵۸ مدرسه، ۱۹ مرکز فرهنگی و ۹ هزار و ۳۷۴ پل در معرض اثر فرونشست زمین قرار دارند. fیت‌اللهی با تأکید بر اهمیت جریان دائمی زاینده‌رود برای مقابله با پدیده فرونشست زمین در اصفهان تصریح کرد: زمانی که جریان آب این رودخانه قطع می‌شود، ۲٫۵ متر سطح آب پایین می‌رود و فرونشست تشدید می‌شود اما هرگاه آب جریان می‌یابد ۲ متر جبران می‌شود که این موضوع اهمیت جریان آب در زاینده رود را نشان می‌دهد. وی تأکید کرد: اگر همه چاه‌های آب اصفهان را مسدود کنند و رودخانه زاینده‌رود جریان دائمی نداشته باشد، فرونشست زمین را نیز به‌طور مستمر خواهیم داشت. وی، نقش زاینده رود در تغذیه آبخوان‌های اصفهان را بی‌نظیر دانست و هشدار داد: اگر کاری برای زاینده‌رود انجام نشود تصویر ۱۰ سال آینده اصفهان، وحشتناک خواهد بود. بیت‌اللهی خاطرنشان کرد: یکی از ویژگی‌های بد فرونشست زمین در اصفهان، نامتقارن بودن است که خطرپذیری آن را به‌ویژه در آثار تاریخی و میراثی بیشتر و بدتر می‌کند. وی، بهترین راهکار برای کاهش مخاطرات ناشی از فرونشست زمین را «تدوین مقررات ملی فرونشست زمین» عنوان کرد و گفت: ما در زمان حاضر حتی یک بند مقررات لازم‌الاجرا برای فرونشست زمین در کشور نداریم در حالی که تنظیم چنین قوانینی مانند مقررات ساختمان ضروریست. به گزارش ایرنا، فرونشست یک پدیده زیست‌محیطی به معنی نشست تدریجی یا پایین رفتن ناگهانی سطح زمین به دلیل تراکم موارد زیرسطحی است. برداشت بیش از حد از آب‌های زیرزمینی ناشی از نیاز روزافزون به منابع آب که به‌دنبال توسعه صنعت و کشاورزی رُخ داده، از دلایل اصلی این پدیده به‌شمار می‌رود. تهدید و آسیب‌های جبران‌ناپذیر سازه‌ها و تأسیسات شهری، خطوط انتقال نیرو، ساختمان‌ها و آثار و بناهای تاریخی و فرهنگی از نگرانی‌های کارشناسان برای آینده پیش‌روی اصفهان بر اثر برداشت بی‌رویه از آب‌های زیرزمینی این دیار است. نشست «اثر فرونشست زمین در میراث فرهنگی و آثار تاریخی» به مناسبت «روز جهانی بناها و محوطه‌های تاریخی» به همت اداره کل میراث فرهنگی، گردشگری و صنایع دستی استان اصفهان برگزار شد.

## عوامل

### بحران آب
بحران آب اصلی‌ترین و مهم‌ترین عامل فرونشست زمین است. باتوجه به کمبود بارندگی‌ها در چندسال اخیر ایران و کم شدن آب پشت سدها، برای تأمین آب باید از آبخوان‌های زیر زمینی برداشت می‌شد که نتیجه این عمل از بین رفتن سفره آب‌های زیرزمینی و سست شدن خاک و فرونشست شد. دلیل فرونشست این است که، در حالت تعادل طبیعی، فشار هیدرولیکی آب زیرزمینی، در منافذ آبخوان، مقداری از وزن زمین را تحمل می‌کند. هنگامی که آب‌های زیرزمینی توسط انسان بیش از حد برداشته شود، فشارهای منافذ در آبخوان افت می‌کند و فشرده سازی و تراکم آبخوان رخ می‌دهد. هنگامی که آبخوان فشرده شود، باعث فرونشست زمین، پایین رفتن یا افت سطح زمین می‌شود. از عوامل تشدید کننده کمبود آب که عامل اصلی فرونشست زمین است نیز می‌توان به مصرف بالای آب در شهروندان ایرانی (که میانگین مصرف آب در ایران در اوج مصرف ۳۰۰ لیتر در شبانه روز است که دو برابر میانگین جهانی است)، عدم اصلاح الگوی مصرف در صنعت کشاورزی ایران، تغییرات اقلیمی و عدم مدیریت آب اشاره کرد.

## پیامدها

### نابودی دشت‌ها
مهم‌ترین پیامد فرونشست زمین از بین رفتن دشت‌های حاصلخیز و نابودی خاک قابل کشت است زمانی که زمین نشست کند خاک متراکم و خشک می‌شود و مواد مغذی خاک از بین می‌رود و به این ترتیب زمین آن منطقه به کویری غیرقابل کشت تبدیل می‌شود. علاوه بر این‌ها آثار تاریخی و دیگر بناهایی که در دشت‌ها ساخته شده و ارزش قابل توجهی دارند با فرونشست دشت‌ها از بین می‌روند. برای مثال تخت جمشید و نقش رستم در معرض فرونشست هستند.

### کاهش کیفیت آب‌وهوا
کاهش کیفیت آب‌وهوا از دیگر تبعات فرونشست زمین در ایران است؛ در استان‌های آذربایجان شرقی و غربی، فرونشست باعث بیابان زایی و شوری خاک و آب شده است. همچنین در دشت شهرکرد فرونشست باعث ایجاد بیابان و هجوم ریزگردها و آلودگی هوا شده است.

### تخریب خطوط ریلی
فرونشست زمین باعث در خطر قرار گرفتن خطوط ریلی ایران شده است، خط راه‌آهن شیراز-اصفهان در سال‌های اخیر در معرض نشست قرار گرفته است که در صورت تشدید این اتفاق منجر به از بین رفتن این خط ریلی می‌شود.

### تخریب تأسیسات انرژی
در دشت‌های جنوب ورامین، فرونشست باعث سست شدن خاک و ایجاد مشکل در پایداری دکل‌های انتقال برق شده است. همچنین این اتفاق باعث در خطر قرار گرفتن لوله‌های انتقال آب و گاز و نفت در دشت‌ها شده است.

## جغرافیا
مناطق با بیشترین میزان فرونشست به ترتیب شامل استانهای اصفهان، تهران، کرمان، خراسان رضوی، البرز، فارس، یزد، همدان، مرکزی، چهارمحال و بختیاری، آذربایجان شرقی، زنجان، قم، اردبیل، کردستان، آذربایجان غربی، خراسان شمالی، و کرمانشاه است.

### برپایه استان
از نظر تعداد جمعیت شهری نیز استان‌های تهران، خراسان‌رضوی، اصفهان، البرز، کرمان و قم، هرکدام با جمعیتی بالای یک میلیون نفر در ردیف استان‌های با ریسک جمعیتی بالای در معرض خطر فرونشست زمین، قرار دارند. استان‌های دربردارنده پهنه‌های با خطر بالای فرونشست زمین به ترتیب گسترش شامل اصفهان، تهران، کرمان، خراسان رضوی، البرز، فارس، یزد، همدان، مرکزی، چهارمحال و بختیاری، آذربایجان شرقی، زنجان، قم، اردبیل، کردستان، آذربایجان غربی، مازندران، خراسان شمالی، و کرمانشاه است. بر اساس مطالعات انجام شده، استان اصفهان با ۳۱ شهر واقع بر پهنه‌های باخطر بالای فرونشست زمین در ردیف اول از نظر سکونت‌گاه‌های شهری است که بیشترین زون فرونشست را دارد و بعد از آن استان‌های تهران با ۳۰ شهر، کرمان با ۲۵ و خراسان‌رضوی با ۲۴ شهر رتبه‌های بعدی را از منظر این مخاطره به خود اختصاص داده‌اند. در میان محدوده‌های واقع بر پهنه‌های با خطر بالای فرونشست زمین، شهرهای استان خراسان‌رضوی وضعیت نامطلوب‌تری نسبت به دیگر شهرها دارند. بعد از آن استان‌های تهران، اصفهان، یزد، کرمان، و قم دارای تعداد واحدهای مسکونی فاقد اسکلت بیشتری واقع بر پهنه‌های فرونشستی با خطر بالا هستند.

#### تهران
به‌دلیل افت سطح آب‌های زیرزمینی تهران بستر جغرافیایی این شهر ۳۶ سانتی‌متر در سال فرومی‌نشیند. این پدیده بیشتر از سمت جنوب غرب تهران دیده شده و در مناطقی مانند ۲۲ در حال رشد است. فرونشست به «بمب ساعتی بی‌صدا» تشبیه شده که علاوه بر ایجاد گودال‌های بزرگ، می‌تواند موجب تخریب سازه‌ها شود و مقاومت آنها را در برابر زلزله کاهش دهد. مطالعات سازمان زمین‌شناسی ایران نشان می‌دهد که برخی نقاط اطراف تهران سالیانه ۲۵ سانتی‌متر فرونشست دارد، اما این فرونشست در تمام نقاط اطراف تهران یک‌دست نیست. بر اساس همین مطالعات، فرونشست زمین در حاشیه جنوب غرب تهران در ۱۰ سال گذشته تقریباً دو تا سه برابر شده است.

###### زنجان
فرونشست زمین در اثر بهره‌برداری بی‌رویه از سفره‌های زیرزمینی در برخی دشت‌های استان زنجان وجود دارد. برداشت متوسط سالانه ۳۷۱ میلیون متر مکعب آب از منابع زیرزمینی استان زنجان، این منطقه را در مرز مواجهه با بحران کم‌آبی و خشک‌سالی قرار داده است.

#### البرز
متوسط فرونشست در البرز بین سه تا چهار سانتیمتر است، ولی این نشست در مناطق شهری مثل مهرشهر و کمال شهر میان شش تا هفت سانتیمتر و در دشت‌های غربی استان مثل نظرآباد بین ۲۷ تا ۲۸ سانتیمتر برآورد شده است.مهم‌ترین دلیل فرونشست در البرز استفاده بیش از اندازه و نادرست از منابع آبی زیرزمینی و مرگ آبخوان‌هاست. بیش از ۷۰درصد آب آشامیدنی استان از آب‌های زیرزمینی تأمین می‌شود که این مسئله تأثیر زیادی در فرونشست استان دارد. دشت‌های کرج، هشتگرد، تهراندشت، تنکمان و اشتهارد از جمله مناطق البرز هستند که طبق مطالعات سازمان نقشه‌برداری کشور سالانه بین ۲۴تا ۳۰ سانتی‌متر فرونشست دارند.

#### فارس
استان فارس با فرونشست ۵۶ سانتی‌متری در سال رکوردار فرونشست در جهان است.میانگین فرونشست در محدوده مرکزی استان فارس از منطقه مرودشت تا قیر و کارزین سالانه حدود ۶ سانتی‌متر برآورد می‌شود. در محدوده فسا و داراب نیز در بازه زمانی ۱۰ سال گذشته، میانگین فرونشست ۳۲ سانتی‌متر هم رخ داده که در کشور بی‌سابقه است. همچنین در منطقه ایزدخواست بین کوه و دشت شکاف ایجاد شده است و ادامه این وضعیت موجب می‌شود که دیگر در این زمین‌ها امکان کشاورزی وجود نداشته باشد.

#### قم
خشکسالی و برداشت بی‌رویه آب از منابع زیرزمینی بلایی بر سر قم آورده که این استان در زمره ۱۸ استان با خطر بالای فرونشست محسوب می‌شود.

#### مرکزی
سکونت‌گاه‌های شهری این استان بیشترین زون فرونشست را دارد. مسئله فرونشست زمین در استان مرکزی که دارای هزاران واحد مسکونی با مقاومت کم است، تبعات بیشتری خواهد داشت.
فرونشست زمین در دشت‌های اراک، ساوه، کمیجان و چند نقطه دیگر استان مرکزی دیده شده است. میزان فرونشست در دشت ساوه در حدود ۱۵سانتی‌متر در سال برآورد شده است.

#### چهارمحال و بختیاری
دشت‌های استان به دلیل تغییر اقلیم و تبدیل بارش‌ها از برف به باران طی بیش از یک دهه اخیر نه تنها تغذیه نشده، بلکه با برداشت‌های بی‌رویه آب از دشت‌ها روز به روز سطح ایستایی آن‌ها کاهش داشته است. از ۱۰ دشت اصلی استان، ۴دشت ممنوعه بحرانی و ۶ دشت ممنوعه است.

#### کرمانشاه
کم‌آبی و خشک‌شدن بسیاری از تالاب‌ها و رودخانه‌های استان دغدغه و نگرانی بسیاری ایجاد کرده است. کاهش بارش‌ها، برداشت‌های بی‌رویه و نامتعارف، حفر چاه‌های غیرمجاز، کشت‌های نامناسب مهم‌ترین عامل تشدید خشکسالی و کاهش شدید منابع آب زیرزمینی و فرونشست نیمی از دشت‌های استان شده است.

#### اصفهان
سال گذشته آب‌های زیرزمینی بین یک تا ۵/۱ متر افت داشته‌اند و ۳دهه برداشت خارج از توان آب‌های زیرزمینی، آبخوان‌های اصفهان را به این نقطه رسانده است. دیده فرونشست زمین در ۱۸منطقه اصفهان موجب خسارت به جاده‌های استان با ایجاد شکاف و بروز تصادف شده است. در سال ۹۹ چهار تیم تخصصی در مناطق مختلف استان مستقر شدند و پایشی در این زمینه انجام دادند و دشت‌های برخوار، مهیار، دامنه، داران، اصفهان، گلپایگان و کاشان را به عنوان مناطقی که در معرض بیشترین خطر فرونشست قرار دارند، اعلام کردند. طی سال‌های ۹۶ و ۹۷ شهرک نیروی هوایی اصفهان که دارای ۶ هزار تن جمعیت بود از شدت فرونشست که سبب شد ساختمان‌های این شهرک دچار ترک‌خوردگی و ریزش شوند، خالی از سکنه شد؛ به حدی که این شهرک دیگر قابل سکونت نیست.
- بناهای تاریخی

فرونشست در کمین شهرموزه اصفهان است؛ پل‌ها در عرصه رودخانه زاینده رود، دولتخانه صفوی، میدان نقش جهان و تراکم بناهای تاریخی در محور تاریخی فرهنگی اصفهان همه در خط اول هجوم عوارض فرونشست قرار دارند. بیشتر پل‌های تاریخی اصفهان به دلیل قرارگیری روی آبرفت با عمق‌های مختلف و همچنین میدان نقش جهان با آثار بی نظیری چون مسجد شیخ لطف‌الله، مسجد امام، عمارت عالی قاپو و سردر بازار قیصریه به دلیل ضخامت و وسعت زیاد آبرفتی که بر آن بنا شده‌اند، تحت تأثیر عوارض فرونشست قرار دارند و شدت گرفتن فرونشست‌ها می‌تواند برای آثار میراث فرهنگی اصفهان تهدید جدی باشد.

#### آذربایجان شرقی
دشت‌های سراب و شبستر در آذربایجان شرقی با پدیده فرونشست زمین مواجه هستند. فرونشست زمین در آذربایجان شرقی پدیده‌ای تقریباً نوظهور است که از اوایل دهه ۶۰ در استان دیده شد و به تدریج در حال گسترش است.
بر پایه پردازش‌های راداری و ژئودتیک بخش‌های عمده‌ای از دشت‌های استان آذربایجان شرقی تحت تأثیر فرونشست می‌باشند. از جمله مناطق فرونشست می‌توان به دوزدوزان، ملکان، سراب، مرند، ایلخچی، صوفیان، بناب، عجب شیر، هادی‌شهر، ایلخچی، تسوج، قره آغاج، میاندواب، شبستر و قسمت شرقی بندر شرفخانه اشاره نمود. به عبارتی ۵٫۵ درصد مساحت استان با پدیده فرونشست روبرو می‌باشد. بیشترین نرخ فرونشست استان مربوط به مناطق پیرامون شهرهای مرند و زنوز با سرعت ۱۸٫۹ سانتی‌متر در سال در محدوده ای به وسعت ۲۸۷کیلومترمربع رخ داده است.

#### همدان
عمده‌ای از دشت‌های کبودرآهنگ و فامنین در استان همدان دارای سنگ بستر انحلال‌پذیر با سن دوره الیگومیوسن هستند. پژوهش‌های صورت گرفته روی این سنگ‌ها نشان می‌دهد انحلال‌پذیری این سنگ‌ها بسیار بالاست.

#### خراسان شمالی
از ۱۱دشت خراسان شمالی ۸ دشت ممنوعه بحرانی است و احتمال اضافه شدن دشت‌های بحرانی در این استان در صورت اصلاح نشدن برداشت آب زیاد است.

#### اردبیل
طبق نقشه ناسا از وضعیت زمین، دشت اردبیل به ویژه دشت ویلکیج (آبی بیگلو) در وضعیت قرمز قرار دارد و از مناطق ممنوعه برداشت آب زیرزمینی است.

#### کردستان
۹۰درصد از منابع آب زیرزمینی استان در شرق کردستان و در شهرهای قروه، دهگلان و چاردولی است. افزایش فعالیت کشاورزی و صنعتی در این مناطق موجب افزایش مصرف آب زیرزمینی در منطقه شده است.

#### خراسان رضوی
بر پایه اطلاعات موجود، فرونشست در ۶ دشت خراسان رضوی بحرانی شده است که شامل دشت‌های مشهد، نیشابور، کاشمر، بردسکن، خواف و جوین می‌شود. از میان این ۶ دشت، دشت‌های نیشابور و خواف دارای عوارض سطحی شامل شکاف‌های کیلومتری با بازشدگی متوسط ۱۰ تا ۵۰ سانتی‌متر با ژرفای میانگین یک تا سه متر و فروچاله‌هایی با ژرفای میانگین یک تا ۲٫۵ متری هستند که به سرعت در حال گسترش است. بر پایه برآوردهای انجام گرفته، فرونشست در دشت مشهد سالانه بین صفر تا ۱۷ سانتی‌متر در نقاط گوناگون بروز می‌یابد که بیرون‌زدگی و رخنمون این نشستها نیز به صورت عمده خارج از بافت مسکونی خود را نشان می‌دهد. طبق آخرین مطالعات ۱۳۹۹، مشهد در مرکز، جنوب و جنوب غرب فاقد نشست، در بخش‌های شمال، شمال شرق و شرق دارای نشست صفر تا سه سانتی‌متر بوده و در مناطق شمال غربی نشست سه تا ۶ سانتی‌متر دارد.

#### کرمان
فرونشست زمین در ایران نخستین بار در سال ۴۶ در دشت رفسنجان در استان کرمان مشاهده شد. فرونشست در نیمه شمالی استان کرمان در دشت‌های انار و رفسنجان، زرند و سیرجان گاهی به بیش از ۳۰ سانتی‌متر در سال می‌رسد.

#### آذربایجان غربی
فرونشست زمین علاوه بر دشت‌های مهم آذربایجان غربی شهرهای بزرگ استان از جمله ارومیه، خوی و سلماس را هم تهدید می‌کند. در منطقه خوی ۴ تا ۷ سانتی‌متر در سال فرونشست مشاهده می‌شود.

## اقدامات
توجه جدی به رویکرد پیشگیرانه در کاهش خطر فرونشست زمین ضروری است. از جمله این اقدامات پیشگیرانه شامل موارد زیر است:
- نصب سیستم‌های کنتور هوشمند بر روی پمپ‌های آب و چاه‌ها
- ممنوعیت چاه‌سازی و بستن چاه‌های غیرمجاز در استان‌های در حال غرق شدن
- کنترل محصولات کشاورزی، ممنوعیت کشت محصولات پرآب در استان‌های در معرض خطر و معرفی محصولات کشاورزی که نیاز به آب کم دارند
- همکاری وزارت کشاورزی برای اجرای طرح‌های آبخیزداری به منظور افزایش ظرفیت ذخیره‌سازی سفره‌های زیرزمینی.[۳۹][۴۰]
- استفاده صحیح و کارآمد از منابع آبی با روش‌های آبیاری بهبود یافته، مانند استفاده از روش‌های قطره‌ای یا بارانی
- تصفیه آب شهری و استفاده مجدد در کارخانه‌ها
- کاهش صنایعی که برای فعالیت به حجم زیادی آب نیاز دارند.[۴۱]